# Servando Cabrera Moreno
Servando Cabrera Moreno (La Habana, 28 de mayo de 1923 - ibídem 30 de septiembre de 1981) fue un pintor cubano. En su prolífica vida realizó más de 130 elaboraciones de pintura.

## Biografía
Nace en La Habana el 28 de mayo de 1923, en la casa de la calle Obispo N.º 105, tercer piso. Realiza estudios en la Academia de Bellas Artes San Alejandro, donde se gradúa en 1942 con el primer lugar en los exámenes de pintura de grado. Dos años antes había participado en su primera exposición, en el XXII Salón de Bellas Artes de febrero de 1940. Su primera muestra personal se realizó en el Liceum de La Habana en septiembre de 1943. En los años siguientes expone obras vinculadas a su experiencia académica, en los salones anuales del Círculo de Bellas Artes y en otras instituciones.
En 1946 viajó por los Estados Unidos y tomó un curso en el Art Students League de Nueva York. Por esta época se vincula al teatro y al diseño de vestuario y escenografía. Descubrió entre otros artistas a Pablo Picasso, que sería, según reconocía el propio pintor, la mayor influencia en su obra a través de todas sus etapas. Bajo el influjo del Picasso de los períodos azul, rosa y Neoclásico, comenzó una tímida evolución que desemboca en un verdadero rompimiento con los cánones académicos.
En 1949 viajó a Europa. Recorrió museos y asistió a la Grandé Chaumiere de París. Se produjo entonces, su primera ruptura con los óleos de 1950 y 1951, donde se observa una estabilización geometrizante de filiación Cubista que lo aproximó a la Abstracción. Después, la influencia de Joan Miró y Paul Klee, principalmente, dominó su breve pero intensa experiencia abstracta (1954), cuyos resultados expuso en España y Francia. El rechazo a los mecanismos del mercado del arte, que conoció durante su exposición parisina de enero de 1954, provocó un vuelco súbito en su creación artística. 

En 1954 Servando participa en la filmación del documental  El Mégano, junto con Julio García Espinosa, vive la esencia de este audiovisual que es reflejar la vida de los carboneros y eso le inspira a realizar una serie de dibujos de una factura exquisita y un único óleo que está en una colección privada y que constituye el antecedente más directo de este tipo de obras que realiza Servando hacia el año 59, cuando comienza realmente este período.
En España realizó una importante serie de dibujos realistas al carbón con personajes de pueblo, que continuó ese mismo año en Cuba, culminando en el óleo Los carboneros del Mégano. De nuevo viajó por España, Italia y Grecia y visitó por primera vez México y América Central.
El arte popular- del que se convierte en entusiasta coleccionista- influyó poderosamente en la configuración de su nuevo estilo, en el cual integró elementos de la Ornamentación arquitectónica colonial y hallazgos de la Pintura moderna: Matisse, y el Picasso Cubista.
Se trata de una etapa muy personal, barroca y brillante, cuyas fuentes primordiales son, según el pintor «el Atlántico, la flora, la fauna, la arquitectura, lo humano por encima de todo».
Al Triunfo de la Revolución, Cabrera Moreno posee ya una vasta experiencia formal y es dueño de su instrumento de expresión. Los temas revolucionarios entran en su pintura en el propio año 1959, pero su estilo se adecuó plenamente a la realidad en 1961. A fines de ese año expuso en el Palacio de Bellas Artes obras del primer momento de su gran círculo de la pintura épica, que culmina con la serie de Héroes, Jinetes y Parejas mostrada en la Galería de La Habana en 1964.
En 1965 viajó de nuevo a Europa, donde conoció la pintura de Willen de Kooning, y retomó alguna de las preocupaciones que venían manifestándose aisladamente en su obra e inició un período Expresionista.
Expuso sus primeros resultados en la Galería de La Habana en 1966.«… cuerpos desnudos como montañas, como si la naturaleza fuese concebida como un cuerpo gigante, maternal y abierto, cuerpos como columnas cósmicas sin final, grandes cuerpos geológicos acostados» (Antonio Saura).
Hacia 1970 el expresionismo violento desaparece, y la figuración grotesca cedió paso a la estilización de torsos, fragmentos humanos, parejas acopladas, etc, que se inscribe dentro del ciclo de la Pintura erótica en cual trabajara desde entonces.
En 1972 surgen los vigorosos «rostros guerrilleros» y poco después comenzó la abundante serie de caras jóvenes con sombreros de guano y, por último, las cabezas femeninas, conjunto que fue exhibido en la Galería de La Habana bajo el título de «Habanera Tú» en junio de 1975.
A lo largo de 40 años, desde 1940 hasta 1980, participó en 109 exposiciones colectivas y realizó 20 personales.
Quienes transitan por la populosa y viejohabanera calle Obispo se tropiezan con numerosas galerías, unas particulares, otras estatales, que invitan a detener el paso, traspasar el umbral y echar un vistazo a la deslumbrante producción plástica cubana de la actualidad. En esa calle de los pintores —en el número 463 casi esquina a Villegas— nació uno de los hoy día más reverenciados por la crítica y mejor cotizados por los coleccionistas: Servando Cabrera Moreno, un hombre que en sus 58 años de vida y en sus muchos más de inmortal postvida deviene uno de los símbolos de la pintura y el dibujo cubano del siglo XX, amén de un acontecimiento artístico cada vez que se anuncia una retrospectiva de su obra.
Murió en La Habana, Cuba, el 30 de septiembre de 1981.

## Cada día más actual
Quienes estudian su obra detectan que el artista transita en los comienzos por una etapa con tendencia a la Geometrización de las figuras, que a veces se identifica con el cubismo y otras con el Abstraccionismo. Después, todo aquello da paso a un enfoque más directo, de acercamiento a las figuras del pueblo: campesinos, mujeres jóvenes, gentes sencillas. “A partir de 1959 —observa Ursulina Cruz Díaz— fue el primer pintor cubano en pintar al miliciano y la epopeya de Playa Girón, acaecida en Cuba en 1961.
Sus dibujos son fuertes, sensuales, vigorosos y de una transparencia exquisita. Sus desnudos de mujer son sorprendentes por la monumentalidad y el refinamiento con que los trata.” 
Pese a su fecundidad, el pintor evade las trampas del facilismo y la entrega panfletaria; agudiza la sensualidad y el erotismo de algunos de sus cuadros, en que las fisonomías amenazan trascender la tela para acompañar al visitante —diletante o crítico— en su andar por el salón de exposiciones.
Es de los raros pintores que disfrutan el veleidoso privilegio de la popularidad.
Las parejas de enamorados, los guerrilleros, las habaneras, las familias, los tipos que pueblan el catálogo de imágenes de Cabrera Moreno se diversifican como la realidad misma. Los contornos de sus figuras se destacan, pero no los límites de los intereses de este creador, uno de cuyos cuadros más famosos recoge el rostro de una joven con flores y cintas sobre el cabello, que es mecido por el viento.
En Servando, la mujer —uno de los motivos prevalecientes en su dibujo y su pintura— alcanza perfiles heroicos que solo un artista profundamente apegado a los olores patrios puede trazar con maestría, autenticidad y convicción.

## Exposiciones Personales
Entre las exposiciones personales presentadas podemos mencionar:
- En 1943 "Exposición de retratos al carbón por Servando Cabrera Moreno". Lyceum, La Habana.
- En 1952 "Cabrera Moreno, óleos y gouaches" Galería Caralt, Barcelona, ESPAÑA.
- En 1954 "Cabrera Moreno" Galerie La Roue, París, FRANCIA.
- En 1956 "Pinturas de Cabrera Moreno" Museo Nacional de Bellas Artes, La Habana.
- En 1959 "Cabrera Moreno of Cuba" Pan American Union, Washington D. C., EE. UU.
- En 1961 exhibe entre otras, "Cabrera Moreno" Museo Nacional de Bellas Artes, La Habana.
- En 1967 "Servando Cabrera Moreno" Sopot/Lublin, POLONIA.
- En 1988 "Exhibition of Selected Works by Servando Cabrera Moreno" Christie’s, Ámsterdam, HOLANDA.
- En 1995 "Servando Cabrera Moreno" Marpad Art Gallery, Coral Gables, Florida, EE. UU.

## Exposiciones Colectivas
- A partir se 1941 participa en exposiciones colectivas como "Exposición de Arte Moderno y Clásico (La pintura y la escultura contemporánea en Cuba)" Palacio Municipal, La Habana, CUBA.
- En 1946 III Exposición Nacional de Pintura y Escultura. Salón de los Pasos Perdidos, Capitolio Nacional, La Habana.
- En 1951 expone en "Art Cubain Contemporain" Musée National d’Art Moderne, París, FRANCIA, y en la 1a. Bienal Hispanoamericana de Arte. Madrid 1951.
- En 1952 participó en la XXVI Biennale di Venezia Venecia, ITALIA.
- En 1957 en la IV Bienal do Museu de Arte Moderna de Sâo Paulo. Parque Ibirapuera, Sâo Paulo y en la 5a. Bienal de Sâo Paulo. Parque Ibirapuera, Sâo Paulo, BRASIL.
- En 1960 estuvo presente en la II Bienal Interamericana de Pintura, Escultura y Grabado. Museo Nacional de Arte Moderno, México, D.F., MÉXICO.
- En 1961 y en 1963 expuso en la VI y VII Bienal de Sâo Paulo Museu de Arte Moderna. Parque Ibirapuera, Sâo Paulo, BRASIL
- En los años 1969 y 1970 participó en el VIII y IX Premi Internacional Dibuix Joan Miró en Palacio de la Virreina, Barcelona y Collegi d’Arquitectes, Catalunya i Balears, Barcelona, ESPAÑA.
- En el año 1994 estuvo en la muestra "Cuban Art. The Last Sixty Years" Panamerican Art Gallery, Dallas, Texas, EE. UU.
- En el 2000 en "La gente en casa. Colección contemporánea" 7.ª. Bienal de La Habana.

## Premios
Entre los premios y distinciones obtenidos se encuentran:
- En 1942, Mención Honorífica. XXIV Salón de Bellas Artes. Círculo de Bellas Artes, La Habana.
- En 1946 Medalla de Plata. XXVIII Salón Anual de Pintura y Escultura. Círculo de Bellas Artes, La Habana.
- En 1948 Accésit. Medalla de Oro. XXX Salón de Bellas Artes. Círculo de Bellas Artes, La Habana.
- En 1969 Primera Mención. VIII Premi Internacional Dibuix Joan Miró. Palacio de la Virreina, Barcelona, ESPAÑA.

## Obras en Colección
Su trabajo se encuentra expuesto en:
- La Fundació Joan Miró, Barcelona, ESPAÑA.
- La Fundación Verannemam, BÉLGICA.
- La Galería Nacional, Sofía, BULGARIA.
- El Instituto Cubano del Arte e Industria Cinematográficos (ICAIC), La Habana.
- La Misión Cubana, Organización de Naciones Unidas (ONU), Nueva York, EE. UU.
- El Museo Bacardí, Santiago de Cuba.
- El Museo de Arte Moderno, Lodz, POLONIA.
- El Museo de Bellas Artes, Bucarest, RUMANÍA.
- El Museo de la Ciudad, La Habana.
- El Museo Ignacio Agramonte, Camagüey, CUBA.
- El Museo Nacional de Bellas Artes, La Habana.
- El Palacio de la Revolución, La Habana, CUBA.

## Enlaces de Interés
- Sitio web Oficial www.servandocabreramoreno.com
- Página oficial de Facebook clic para ver
- Perfil Oficial de Facebook clic para ver

- Datos: Q7455542